# Turismo enogastronomico
Il turismo enogastronomico o culinario o alimentare è un viaggio volto alla scoperta dell’enogastronomia di un territorio e attraverso il quale il turista può fare esperienza della cultura locale e acquisire il senso del luogo. Lo stretto legame fra enogastronomia, cultura e turismo viene rimarcato dalla stessa Organizzazione Mondiale del Turismo, secondo la quale questa pratica turistica consente al viaggiatore di entrare in contatto con la cultura del luogo che sta visitando in un modo più attivo e coinvolgente grazie al “medium” del cibo.
Secondo l'Ocse le spese alimentari rappresentano più del 30% delle spese di viaggio, questo segmento del turismo favorito in quanto obbligatoriamente compartecipe di tutti gli altri, è uno fra i più dinamici . A livello mondiale, si stima che il 93% dei turisti "di piacere" ha partecipato a esperienze a tema rilevanti nel corso delle sue più recenti vacanze e il 49% ha indicato come cibo e vino siano stati la ragione principale di almeno un proprio viaggio negli ultimi due anni . Un dato che evidenzia la nuova centralità assunta dall’enogastronomia, che da elemento accessorio si è trasformata in una componente in grado di influenzare il comportamento del turista.
Tuttavia, la massificazione del turismo tende all'appiattimento ed alla banalizzazione della cultura alimentare dei luoghi: l'esigenza di rendere più appetibile agli occhi del turista "mordi e fuggi" un determinato piatto o intere espressioni culinarie, se da un lato spinge la diffusione del cibo da asporto, dall'altro porta anche molti ristoratori a modificare le ricette tradizionali, oppure a omettere completamente determinati piatti, per adattarle ai gusti di una più vasta platea di turisti.. Analogo fenomeno si può riscontrare nel settore dei souvenir gastronomici, ridotti a pochissime tipologie di cibi standardizzati e più aderenti all'immaginario del turista, peraltro spesso tutt'altro che locali ed artigianali bensì di produzione industriale.
Per quanto riguarda il turismo enologico o per estensione delle bevande alcoliche in genere, è escluso quel settore di turisti provenienti da culture dove l'assunzione di alcool è un tabù.

## Descrizione
Negli anni recenti l’enogastronomia ha assunto una nuova centralità nel turismo, trasformandosi da componente accessoria nelle vacanze dei turisti ad elemento di interesse e di spinta verso la scoperta di destinazioni nuove o già conosciute.
Questa nuova centralità è da ascriversi a una combinazione di fattori non strettamente legati al turismo, ma di portata più ampia. L’enogastronomia è divenuta un elemento pervasivo della vita sociale, ha iniziato ad essere sempre più considerata un modo per stare bene, divertirsi, sperimentare, stare in compagnia. Oltre alla valenza sociale e psicologica, essa ha assunto la valenza di strumento di trasformazione culturale e antropologica. Il cibo e il vino sono espressioni di un territorio, della gente che vi vive e delle sue tradizioni oltre che elementi d’identificazione e di differenziazione rispetto agli altri. Conoscerne le origini, i processi e le modalità di produzione significa scoprire il territorio le vicende storiche, artistiche e sociali, la vita delle persone del luogo. In tal senso, l’enogastronomia ha iniziato a configurarsi come una forma di esperienza culturale .
Il desiderio di entrare in contatto con la cultura e le tradizioni del luogo visitato e delle persone che vi risiedono attraverso l’enogastronomia ha portato allo sviluppo di un varietà di esperienze enogastronomiche. Secondo Roberta Garibaldi queste includono:
- conoscere e assaggiare i prodotti tipici;
- andare in un ristorante per un’esperienza culinaria memorabile;
- mangiare in ristorante gourmet;
- mangiare e bere in un locale che rappresenta un punto di riferimento per i residenti;
- comprare cibo o bevande presso un food truck;
- visitare mercati o fiere agricole;
- partecipare ad un festival del cibo, del vino o della birra;
- visitare un’azienda agricola o frutticola;
- partecipare ad un tour enogastronomico;
- prendere parte a corsi o lezioni di cucina;
- visitare una cantina o percorrere una strada del vino;
- visitare un birrificio o percorrere una strada della birra;
- visitare una distilleria o percorrere una strada a tema;
- altre tipologie di esperienze.

Numerose oggi sono le destinazioni che hanno deciso di puntare sull’enogastronomia (e sulle esperienze a tema) come elemento distintivo e differenziante al fine di posizionarsi al meglio in un mercato turistico sempre più competitivo e affollato. Canada, Australia, Galles, Irlanda, Scozia e Catalogna ne rappresentano degli esempi, con tanto di piani di sviluppo del turismo enogastronomico sviluppati a livello di destinazione .

## Il turismo enogastronomico nel mondo
Secondo il “Food Travel Monitor 2016”  , lavoro svolto dalla World Food Travel Association su un campione di turisti provenienti da 11 Paesi di tutto il mondo (Australia, Cina, Francia, Germania, India, Irlanda, Italia, Messico, Spagna, Regno Unito e Stati Uniti d’America), il 93% dei turisti leisure ha partecipato ad almeno un’esperienza enogastronomica nel corso delle sue più recenti vacanze, e il 49% ha indicato l’enogastronomia come la ragione principale di almeno uno dei viaggio svolti dei due anni precedenti.
I turisti enogastronomici si sentono più̀ coinvolti e hanno una maggiore influenza sociale. Sono più̀ propensi a spendere somme maggiori per cibo e bevande, a prendere parte a una varietà di esperienze e a fare più viaggi. Rispetto agli altri turisti tendono a condividere più spesso con parenti e amici, così come sui social media, le loro esperienze di viaggio, e a portare a casa prodotti enogastronomici delle località̀ visitate; inoltre sono più̀ propensi a ritornare nella destinazione e a raccomandarla. 
L’Italia viene percepita generalmente come meta di turismo enogastronomico, sia dai turisti enogastronomici che da quelli generalisti. Secondo il rapporto, il Belpaese figura nella top ten delle destinazioni più richieste: ad esempio, gli intervistati di Cina e Stati Uniti indica solo l’Italia come unica meta enogastronomica al di fuori del proprio Paese, mentre i tedeschi la indicano come prima destinazione .

## Il turismo enogastronomico in Italia
Nell’immaginario turistico, l’Italia è spesso sinonimo di qualità della vita, che si declina tanto relativamente ai luoghi ed alla cultura, quanto rispetto al cibo. La ricchezza, la varietà, il forte radicamento territoriale e la tradizione sono elementi identitari del nostro patrimonio enogastronomico, che sempre più spesso attirano l’attenzione del turista, sia italiano che straniero .

### La domanda
Secondo il “Rapporto sul Turismo Enogastronomico 2019”, curato da Roberta Garibaldi, l’enogastronomia rappresenta oggi un importante driver di viaggio per i turisti italiani. Se nel 2016 si era evidenziato il 21% degli italiani in viaggio interessati a questo tipo di turismo , con un incremento nel 2017 al 30%  , nel 2018 questo valore è ulteriormente cresciuto . Il 45% dei turisti italiani negli ultimi tre anni ha svolto un viaggio con questa motivazione, con un aumento del 48% rispetto all’anno precedente. Il turista enogastronomico è generalmente un turista acculturato, con maggiore capacità e propensione alla spesa. È generalmente sposato o convive e proviene da tutto il Paese, in particolare dall’Italia meridionale, e ricerca nell’enogastronomia un’opportunità di conoscenza e contatto con la cultura di un territorio. Organizza il proprio viaggio affidandosi al web, sia per raccogliere informazioni sia per prenotare le singole componenti del viaggio; ma ha una propensione maggiore rispetto al turista generico alla prenotazione attraverso intermediari. Si sente più coinvolto, vuole sperimentare l’enogastronomia a 360°, affiancando spesso altre proposte attive. Predilige destinazioni dove quest’offerta è ampia e diversificata e si integra armoniosamente, sia con un contesto di particolare pregio paesaggistico, sia con un’identità culturale forte e radicata nella popolazione residente.
Il rapporto parimenti evidenzia una crescita della fruizione di esperienze a tema enogastronomico, che diventano patrimonio comune, con il 98% dei turisti italiani che, a prescindere che si muovano per turismo balneare, di montagna o per business, ha partecipato ad almeno un'attività di questo genere nel corso di un viaggio. Fra le esperienze più popolari tra i turisti italiani figurano, oltre al gustare prodotti tipici, visitare un mercato (82%) e il recarsi presso bar e ristoranti storici (72%). Grande interesse suscitano le esperienze di visita ai luoghi di produzione, con in primis le aziende agricole (62%) che registrano un tasso di interesse maggiore rispetto alle cantine (56%). Nonostante ciò, permane una domanda inespressa di esperienze a tema che indica l’esistenza di un mercato potenziale ancora da soddisfare. A livello complessivo, la differenza media tra desiderio e fruizione si attesta intorno al 22% della totalità dei turisti e tende ad essere più accentuata per alcune esperienze: in particolare, la visita a fabbriche del cioccolato (in cui il gap tra desiderio e fruizione si attesta sul 54%), pastifici (39%) e viaggi enogastronomici di più giorni organizzati da un’agenzia (36%).

### L’offerta
L’Italia vanta 825 prodotti agroalimentari e vitivinicoli ad Indicazione Geografica , 5.155 Prodotti Agroalimentari Tradizionali , 4 beni enogastronomici inseriti nella lista del patrimonio tangibile e intangibile dell’UNESCO, 2 città creative UNESCO dell’enogastronomia. L’ambito della ristorazione conta di 334.743 imprese attive  , 875 ristoranti di eccellenza , 23.406 agriturismi che offrono servizi di alloggio, ristorazione e altre proposte turistiche. L’Italia ha inoltre 114 i musei legati al gusto , 173 Strade del Vino e dei Sapori . A questa offerta si aggiungono un ampio ventaglio di esperienze a tema come visite e degustazioni in cantina, birrifici e frantoi, sagre e festival enogastronomici, esperienze di social eating e corsi di cucina offerti sia da intermediari che da piattaforme online .
Un’offerta consistente e che riflette la ricchezza e la varietà del patrimonio eno-gastro-turistico-italiano, da Nord a Sud, nelle maggiori città così come nei luoghi periferici. E che vede un sempre maggior numero di Tour Operator stranieri, in primis tedeschi e statunitensi, inserire pacchetti a tema enogastronomico con destinazione l’Italia nella propria offerta.
Tra i più rinomati distretti enogastronomici troviamo:
- Le Langhe
- Il Chianti
- La Franciacorta
- La Valpolicella
- Le colline del Prosecco

Nel 1999 sono state istituite le Strade del vino.